# Niederdonven
Niederdonven (lb. Nidderdonwen) – wieś (Uertschaft) we wschodnim Luksemburgu, w kantonie Grevenmacher, w gminie Flaxweiler. Do 3 października 2015 miejscowość leżała w dystrykcie Grevenmacher. Liczy 436 mieszkańców (1 stycznia 2023).